# EUR-Lex
EUR-Lex es un servicio de publicación en línea de textos legislativos de la Unión Europea, desde su página oficial en el portal europa.eu. Reemplaza al primer servicio de publicación de este tipo, llamado CELEX. EUR-Lex proporciona acceso directo y gratuito a los textos legislativos de la Unión Europea. Hace posible consultar el Diario Oficial de la Unión Europea e incluye textos originales de tratado, legislación, jurisprudencia y propuestas legislativas. Entre las facilidades que ofrece se encuentra un motor de búsqueda.

## Historia
El procesado de textos legales en la Comisión Europea empezó hacia los años 60, cuando aún se utilizaban las tarjetas perforadas. Un sistema comenzó a desarrollarse para detectar las relaciones entre documentos y analizarlos para extraer y reutilizar los metadatos en cada caso, dando lugar a una más fácil recuperación de estos.
A lo largo de los años, el sistema fue creciendo a la vez que la comisión empezó a colaborar con otras instituciones europeas, así como la propia Unión Europea se iba expandiendo. Su nombre era CELEX (Communitatis Europae Lex) y en poco tiempo comenzó a ser una herramienta institucional muy valiosa.
En sus comienzos, el uso era solo interno, el sistema desarrolló, ofreciendo poco a poco distintos niveles de acceso al público, incluyendo ofertas de contenido bajo licencias comerciales de compañías privadas. Finalmente, en 1997 una versión web se lanzó, llamada Eur-Lex, organizada y gestionada por la oficina de publicaciones de la Unión Europea.
La página web Eur-Lex se abrió al público en el 2001, mientras que CELEX seguía existiendo como una base de datos independiente hasta finales de 2004. Posteriormente, se tomaron medidas para la unión de los dos servicios y hacerlos completamente gratuitos y de libre acceso.
Con la adhesión de nuevos países a la Unión Europea y el avance tecnológico en la programación web y procesador de datos, el sistema necesitó mejoras inminentes. Una nueva versión fue presentada en 2004. En 2014 la página web sufrió otra importante revisión, que incluyó una nueva base de datos llamada “CELLAR”.
“CELLAR” almacenaba ordenadamente en un único lugar todos los metadatos y contenido digital utilizado por la oficina de publicaciones.
Un recopilatorio paralelo que consistía en 3,9 millones de documentos de Eur-Lex en 24 idiomas diferentes, se creó en 2016 gracias a un nuevo programa llamado Sketch Engine. Datos sin comentar son provistos a los investigadores bajo una licencia Creative Commons. En el momento de la publicación, los autores consideraron la recopilación de Eur-Lex como la más grande creada de recursos europeos en multitud de lenguas, más accesible para las búsquedas referidas al lenguaje que la web oficial de Eur-Lex.

## Contenido
Los usuarios de Eur-Lex pueden acceder a los documentos en las lenguas oficiales de la UE. Los lenguajes que abarca dependen de la fecha de acceso de los países a la UE. Toda la legislación de la UE vigente en la fecha de la adhesión de un nuevo Estado miembro está disponible en la lengua del país adherente, al igual que todos los documentos adoptados posterior a esta fecha. Los documentos derogados o que hayan expirado antes de la fecha de admisión no estará disponible en el lenguaje del país adherente.
Solo la legislación clave adoptada conjuntamente por el Parlamento Europeo y el Consejo estará disponible en irlandés, de forma momentánea.
Mientras que cada documento (y sus traducciones) son una parte individual de la base de datos, el contenido se agrupa en sectores. Actualmente hay 12 sectores, cada uno representado por un número o una letra:
| 1 - Tratados                 | 2 – Acuerdos internacionales | 3 – Legislación                                               | 4 – Legislación complementaria                                       |
| 5 – Trabajos preparatorios   | 6 – Jurisprudencia           | 7 – Medidas nacionales de transposición                       | 8 – Referencias a la jurisprudencia nacional referida la ley europea |
| 9 – Preguntas parlamentarias | 0 – Legislación consolidada  | C – Otros documentos publicados en el diario oficial de la UE | E – documentos AELC                                                  |

### Diario Oficial de la Unión Europea
En 1998 el Diario Oficial de la Unión Europea (DOUE) comenzó a publicarse en línea en EUR-LEX. A partir del 1 de julio de 2013, la versión digital pasó a tener el mismo valor legal que la versión en papel, que ahora solo se imprime bajo solicitud. La versión digital del DOUE, posee una firma electrónica avanzada que garantiza su autenticidad, integridad e inalterabilidad.
Todas las ediciones desde 1952, cuando solo estaban disponibles en francés, italiano, holandés y alemán, están disponibles en EUR-Lex. Estas se pueden recuperan mediante una simple búsqueda o navegando.

### Leyes de la Unión Europea
EUR-Lex contiene toda la legislación de la UE (sectores 3 y 4), que se pueden obtener navegando o utilizando las opciones de búsqueda de la web. Los principales tipos de leyes bajo este título son los tratados de la Unión Europea (sector 1), directivas, reglamentos, decisiones y legislación consolidada (sector 0), etc. La consolidación es la integración de un acto jurídico básico y todas sus modificaciones y correcciones sucesivas en un único documento. Los textos consolidados están destinados a ser utilizados como referencias y no tienen valor legal.
Las leyes que requieran transposición se publican con una lista de enlaces de información sobre las medidas de implementación a nivel nacional.

### Proyectos de ley y procedimientos legislativos
La base de datos de EUR-Lex contiene también documentos previos a leyes, informes, guías, etc. (sector 5). Algunas propuestas nunca pasan la etapa preparatoria, pero aún están disponibles para su consulta.
Cada procedimiento legislativo se presenta en EUR-Lex con un calendario y una lista de eventos y documentos relacionados. Se puede acceder a los procedimientos a través de la búsqueda o desde uno de los documentos del procedimiento.

### Jurisprudencia de la Unión Europea
Estos documentos, elaborados por el Tribunal de Justicia de la Unión Europea, forman el sector 6, e incluyen; entre otras cosas, sentencias, órdenes, dictámenes y opiniones de los abogados generales.

### Otros documentos
EUR-Lex almacena también acuerdos internacionales (sector 2), preguntas parlamentarias (sector 9), leyes de la Asociación Europea de Libre Comercio, que incluyen también actos del Tribunal de la AELC y de la Autoridad de la vigilancia de la AELC (sector E), las sentencias dictadas por los tribunales de los estados contratantes y el Tribunal de Justicia de la UE en virtud del Régimen de Bruselas, referencias a la jurisprudencia nacional relativa a la legislación de la UE (sector 8 ) y otros documentos públicos.

## Código CELEX y otros identificadores

### Código CELEX
Mientras que los documentos de la UE están numerados de maneras muy diferentes, a cada uno de ellos se le asigna un identificador de lenguaje único e independiente, un código CELEX. Este identificador está compuesto por el número de sector, y 4 dígitos para el año de publicación, una o dos letras para el tipo de documento y al final de 2 a 4 dígitos para el número de documento. Por ejemplo, el número CELEX de Directiva de Residuos de Aparatos Eléctricos y Electrónicos es 32012L0019 (3 es el sector, legislación; 2012 el año de publicación en el diario oficial, L representa las directrices de la UE y 0019 es el número bajo el cual las directrices fueron publicadas en el diario oficial).

### ECLI
El Identificador europeo de jurisprudencia (ECLI) fue introducido por el consejo, el cual decidió la incorporación de este código para la identificación de decisiones jurídicas, y para esto, se debería usar un identificador estándar que sea fácilmente reconocible, legible y entendible para los humanos y los ordenadores de igual manera. Los documentos también pueden recuperarse en Eur-Lex utilizando el código ECLI.

### ELI
Eur-Lex también ofrece la posibilidad de recuperar documentos por su Identificador Europeo de Legislación introducido por el consejo el 10 de octubre de 2012 (2012/C 325/02).

## Funcionalidades

### Búsqueda
Los documentos pueden ser recuperados mediante un motor de búsqueda basado en una base de datos (IDOL por HP Autonomy) usando diferentes formularios de búsqueda. Es posible realizar una búsqueda basada en referencias del documento, fechas, texto y una gran cantidad de metadatos diferentes. Los usuarios registrados tienen la opción de usar el buscador para expertos y así hacer búsquedas basadas en Operaciones Booleanas.

### Representación de texto y formatos
El texto y sus metadatos pueden ser recuperados, representados y descargados en diferentes formatos (HTML, PDF, XML). Para trabajar simultáneamente con distintas versiones de diferentes lenguajes, los usuarios pueden utilizar la representación multilenguaje, muy útil para traducciones y para estudios lingüísticos.

### Reutilización de los datos
Los datos están disponibles para su reutilización por medio de la web para su uso comercial o no comercial siempre que se citen claramente las fuentes correspondientes. Algunos conjuntos de datos de documentos pueden encontrarse tanto en Eur-Lex como en el portal de datos abiertos de la UE.

### Documentos guardados y búsquedas
Los usuarios registrados pueden guardar documentos y búsquedas en su cuenta de Eur-Lex, crear búsquedas personalizadas y perfiles imprimibles, y establecer sus propias RSS feeds basadas en búsquedas guardadas.

### Preferencias
Los usuarios registrados tienen acceso a una amplia gama de preferencias y funcionalidades con las que pueden mejorar y personalizar su experiencia en la web.
| Funcionalidad                                                           | Usuarios NO registrados         | Usuarios registrados                               |
| Búsqueda simple y avanzada                                              | SI                              | SI                                                 |
| Búsqueda para expertos (operaciones Booleanas, más opciones)            | NO                              | SI                                                 |
| Guardar documentos y búsquedas                                          | NO                              | SI (guardados en la cuenta)                        |
| Página web, búsqueda, exportación de datos e impresión de configuración | NO                              | SI                                                 |
| RSS feeds                                                               | SI (solo de manera predefinida) | SI (creación propia basada en búsquedas guardadas) |

## Acceso a las leyes nacionales de un estado miembro de la UE
N-Lex es un portal web para las leyes nacionales de cada país de la Unión Europea. El portal es una interfaz que conecta a los usuarios con la legislación nacional de cada país.